# قرارداد داده‌نگار کاربر
قرارداد بسته دادهٔ کاربر یا پروتکل بسته دادهٔ کاربر (به انگلیسی: UDP یا User Datagram Protocol) یکی از اجزاء اصلی مجموعه پروتکل اینترنت، مجموعه‌ای از پروتکل‌های شبکه که در اینترنت مورد استفاده قرار می‌گیرند، می‌باشد. رایانه‌ها با استفاده از UDP قادر به ارسال پیغام، که در این مورد آن را بسته داده یا Datagram می‌نامیم، به دیگر میزبان‌های موجود در پروتکل اینترنت (IP) می‌باشند. این پروتکل توانایی این را دارد که این کار را بدون برقراری ارتباط قبلی یا ایجاد کانال‌ها یا مسیرهای انتقال داده ویژه انجام دهد. پروتکل مزبور در سال ۱۹۸۰ توسط دیوید پی. رید ابداع گردیده و به‌طور رسمی در استاندارد RFC 768 تعریف شد.
UDP از مدل انتقال ساده بدون استفاده از تکنیک دست تکانی صریح که برای ایجاد قابلیت اطمینان (Reliability)، مرتب‌سازی و یکپارچه‌سازی داده‌ها بکار می‌رود، بهره می‌جوید؛ بنابراین، UDP سرویس غیرمطمئنی را ارائه می‌دهد و ممکن است بسته داده‌ها نامرتب، تکراری بوده یا بدون اطلاع قبلی از دست بروند. UDP تشخیص می‌دهد که بررسی خطا و تصحیح آن با توجه به نوع کاربردی که دارد لازم نبوده یا نباید اجرا شود، بنابراین چنین بار اضافی پردازشی را بر شبکه تحمیل نمی‌کند. برنامه‌هایی که نسبت به زمان حساس هستند از UDP استفاده می‌کنند، زیرا از دست دادن بسته‌ها بهتر از منتظر ماندن برای بسته هاست؛ بنابراین پروتکل UDP بهترین گزینه برای سیستم‌های بی‌درنگ به حساب می‌آید. اگر برنامه‌ای نیاز به امکانات تصحیح خطا در سطح واسط شبکه داشته باشد، می‌تواند از قرارداد کنترل انتقال (به انگلیسی: TCP یا Transmission Control Protocol) یا پروتکل انتقال کنترل جریان (به انگلیسی: SCTP یا Stream Control Transmission Protocol) استفاده کند که به‌طور خاص برای این منظور طراحی شده‌اند.
طبیعت بدون حالت UDP می‌تواند برای سرورهایی که به پرس و جوهای کوچک حجم زیادی از کلاینت‌ها پاسخ می‌دهند نیز مفید واقع شود. UDP بر خلاف TCP، با شبکه‌های پخشی (انتشار بسته در کل شبکه محلی) و شبکه‌های چندپخشی (ارسال بسته به بخشی از شبکه) سازگاری کامل دارد.
برنامه‌های معمول شبکه که از UDP استفاده می‌کنند عبارتند از: سامانه نام دامنه (به انگلیسی: DNS یا Domain Name System)، برنامه‌هایی که از پخش زنده یا رسانه جاری (Streaming Media) استفاده می‌کنند نظیر تلویزیون پروتکل اینترنت یا IPTV، صدا روی پروتکل اینترنت یا VoIP، پروتکل ساده انتقال فایل (به انگلیسی: TFTP یا Trivial File Transfer Protocol) و بسیاری از بازی‌های برخط.

## پورت‌های مورد استفاده
برنامه‌های UDP از سوکت بسته داده برای برقراری ارتباطات میزبان-به-میزبان استفاده می‌کنند. برنامه یک سوکت را در انتهای بسته انتقال داده اش می‌چسباند، که ترکیبی از آدرس آی‌پی و شماره پورت سرویس است. پورت یک ساختار نرم‌افزاری است که با یک عدد ۱۶ بیتی به نام شماره پورت شناسایی می‌شود. شماره پورت عددی بین ۰ تا ۶۵٬۵۳۵ است. پورت ۰ رزرو شده‌است، اما اگر پردازش ارسال‌کننده انتظار دریافت پیام را نداشته باشید مجاز است که از این پورت استفاده کند.
آیانا یا انجمن شماره‌های تخصیص یافته اینترنتی شماره پورتها را به سه دسته تقسیم کرده‌است. پورت‌های بین ۰ تا ۱۰۲۳ برای سرویس‌های شناخته شده و عمومی آزادند. پورتهای بین ۱۰۲۴ و ۴۹٬۱۵۱ پورت‌های ثبت شده هستند و برای سرویس‌های مخصوص IANA در نظر گرفته شده‌اند. پورتهای بین ۴۹٬۱۵۲ تا ۶۵٬۵۳۵ پورت‌های دینامیکی هستند که به‌طور رسمی برای سرویس خاصی در نظر گرفته نشده‌اند و می‌توان برای هر منظوری استفاده کرد.

## ساختار بسته UDP
UDP کمینه‌ترین پروتکل مبتنی بر پیغام لایه انتقال است که جزئیات آن در RFC 768 آورده شده‌است.
UDP هیچگونه تضمینی برای تحویل پیام به پروتکل لایه بالاتر را نمی‌دهد و پروتکل‌هایی هم که از UDP استفاده می‌کنند هیچ حالتی از پیغامی را می‌فرستند نگه نمی‌دارند. به همین دلیل، UDP را پروتکل بسته-داده غیر مطمئن می‌نامند.
UDP تسهیم‌سازی برنامه (از طریق شماره پورت) و بررسی یکپارچگی (با استفاده از چک‌سام) سرایند و بخش داده‌ای را فراهم می‌آورد. اگر مطمئن بودن انتقال موردنظر باشد، بایستی این امکان در برنامه کاربر تعبیه شود.
| افست (بیت) | ۰ – ۱۵          | ۰ – ۱۵          | ۰ – ۱۵          | ۰ – ۱۵          | ۰ – ۱۵          | ۰ – ۱۵          | ۰ – ۱۵          | ۰ – ۱۵          | ۰ – ۱۵          | ۰ – ۱۵          | ۰ – ۱۵          | ۰ – ۱۵          | ۰ – ۱۵          | ۰ – ۱۵          | ۰ – ۱۵          | ۰ – ۱۵          | ۱۶ – ۳۱         | ۱۶ – ۳۱         | ۱۶ – ۳۱         | ۱۶ – ۳۱         | ۱۶ – ۳۱         | ۱۶ – ۳۱         | ۱۶ – ۳۱         | ۱۶ – ۳۱         | ۱۶ – ۳۱         | ۱۶ – ۳۱         | ۱۶ – ۳۱         | ۱۶ – ۳۱         | ۱۶ – ۳۱         | ۱۶ – ۳۱         | ۱۶ – ۳۱         | ۱۶ – ۳۱         |
| ---------- | --------------- | --------------- | --------------- | --------------- | --------------- | --------------- | --------------- | --------------- | --------------- | --------------- | --------------- | --------------- | --------------- | --------------- | --------------- | --------------- | --------------- | --------------- | --------------- | --------------- | --------------- | --------------- | --------------- | --------------- | --------------- | --------------- | --------------- | --------------- | --------------- | --------------- | --------------- | --------------- |
| ۰          | شماره پورت مبدأ | شماره پورت مبدأ | شماره پورت مبدأ | شماره پورت مبدأ | شماره پورت مبدأ | شماره پورت مبدأ | شماره پورت مبدأ | شماره پورت مبدأ | شماره پورت مبدأ | شماره پورت مبدأ | شماره پورت مبدأ | شماره پورت مبدأ | شماره پورت مبدأ | شماره پورت مبدأ | شماره پورت مبدأ | شماره پورت مبدأ | شماره پورت مقصد | شماره پورت مقصد | شماره پورت مقصد | شماره پورت مقصد | شماره پورت مقصد | شماره پورت مقصد | شماره پورت مقصد | شماره پورت مقصد | شماره پورت مقصد | شماره پورت مقصد | شماره پورت مقصد | شماره پورت مقصد | شماره پورت مقصد | شماره پورت مقصد | شماره پورت مقصد | شماره پورت مقصد |
| ۳۲         | طول             | طول             | طول             | طول             | طول             | طول             | طول             | طول             | طول             | طول             | طول             | طول             | طول             | طول             | طول             | طول             | چک‌سام           | چک‌سام           | چک‌سام           | چک‌سام           | چک‌سام           | چک‌سام           | چک‌سام           | چک‌سام           | چک‌سام           | چک‌سام           | چک‌سام           | چک‌سام           | چک‌سام           | چک‌سام           | چک‌سام           | چک‌سام           |
| ۶۴         | داده            | داده            | داده            | داده            | داده            | داده            | داده            | داده            | داده            | داده            | داده            | داده            | داده            | داده            | داده            | داده            | داده            | داده            | داده            | داده            | داده            | داده            | داده            | داده            | داده            | داده            | داده            | داده            | داده            | داده            | داده            | داده            |

UDP داده‌ها را در قالب قطعاتی (Segment) ارسال می‌کند، که در ابتدای آن‌ها ۸ بایت سرآیند و سپس داده‌های لایه کاربرد قرار می‌گیرد. این سرآیند در جدول بالا نشان داده شده‌است. دو فیلد شماره پورت به منظور شناسایی نقاط پایانی (پروسه‌های نهایی) در ماشینهای مبدأ و مقصد به کار می‌آیند. وقتی یک بسته UDP از راه می‌رسد، محتوای آن به پروسه متصل به شماره پورت مقصد، تحویل داده می‌شود. عمل اتصال پروسه به یک پورت از طریق تابع اولیه BIND انجام می‌شود. (فرایند مقیدسازی پروسه به یک پورت در TCP و UDP تفاوتی ندارد) در حقیقت، آنچه که UDP در مقایسه با IP معمولی اضافه‌تر دارد پورتهای مبدأ و مقصد هستند. بدون فیلدهای مربوط به پورت، لایه انتقال نمی‌داند که با یک بسته چه کار کند. با این فیلدها، داده به درستی تحویل پروسه مربوط خواهد شد.
برای آنکه بتوان برای پروسه مبدأ پاسخی برگرداند، به شماره پورت مبدأ نیاز است. بدین منظور محتوای فیلد پورت مبدأ از بسته ورودی، در فیلد پورت مقصد از بسته خروجی، کپی و ارسال می‌شود. بدین ترتیب فرستنده پاسخ، پروسه تحویل گیرنده بسته را مشخص می‌نماید.
سرایند UDP دارای ۴ ستون، طول هر کدام ۲ بایت (۱۶ بیت) و استفاده از دو تای آن‌ها در IPv4 اختیاری است. (فیلدهایی که با رنگ صورتی مشخص شده‌اند). در IPv6 تنها استفاده از شماره پورت مبداً اختیاری می‌باشد. (جدول پایین)
شماره پورت مبدأاین فیلد شماره پورت فرستنده را مشخص می‌کند و زمانی معنا پیدا می‌کند که برای پاسخ دادن احتیاج به شماره پورت فرستنده داشته باشیم. اگر از آن استفاده نشود، عدد صفر در آن قرار می‌گیرد. اگر میزبان مبدأ یک کلاینت باشد، شماره پورت به احتمال زیاد یک شماره پورت موقتی (دسته سوم) خواهد بود. اگر میزبان مبدأ یک سرور باشد، احتمالاً شماره پورت جزو پورت‌های عمومی (دسته اول) خواهد بود.
شماره پورت مقصداین فیلد شماره پورت مقصد را نشان می‌دهد و وجود آن الزامیست. همانند شماره پورت مبدأ، اگر کلاینت، میزبان مقصد باشد، شماره پورت به احتمال زیاد جزو پورت‌های موقتی خواهد بود و اگر میزبان مقصد یک سرور باشد شماره پورت جزو دسته اول خواهد بود.
طولفیلدی که طول کل بسته داده را بر حسب بایت نشان می‌دهد. حداقل طول ۸ بایت است که متعلق به طول سرآیند می‌باشد. اندازه فیلد به‌طور تئوریک ۶۵٬۵۳۵ بایت (۸ بایت برای سرآیند + ۶۵٬۵۲۷ بایت برای داده) برای بسته دادهٔ UDP است. اما حداکثر اندازه عملی برای IPv4 عبارت است از ۶۵٬۵۰۷ بایت. (۶۵٬۵۳۵–۸ بایت برای سرآیند یو دی پی - ۲۰ بایت برای سرآیند IP). عدم استفاده از این فیلد نوعی سهل انگاری است مگر اینکه کیفیت داده‌ها چندان مهم نباشد. (مثلاً در مورد صدای دیجیتال)
چک‌سامفیلد چک‌سام برای بررسی خطای سرایند و داده استفاده می‌شود. اگر هیچ چک‌سامی توسط فرستنده تولید نشود، این فیلد با صفر پر می‌شود. فیلد مزبور در IPv6 اختیاری نیست.

## محاسبه چک‌سام
روشی که برای محاسبه چک‌سام مورد استفاده قرار می‌گیرد در RFC 768 تعریف شده‌است:
این کد حاصل جمع سرآیند، داده‌ها و یک «شبه فرایند فرضی» (Pseudoheader) است. قالب شبه سرآیند فرضی در جدول پایین آمده‌است. برای محاسبه این کد ابتدا فید چک‌سام صفر فرض می‌شود و در صورت فرد بودن تعداد بایتها، تعدادی صفر زائد به انتهای داده‌ها اضافه می‌گردد تا تعداد بایتها زوج شود. الگوریتم محاسبه چک‌سام بسیار ساده است: مجموعه بایتها به صورت کلمات ۱۶ بیتی (یعنی دو بایت دو بایت) با هم جمع شده و حاصل جمع به صورت «متمم ۱» (One's Complement) منفی می‌شود و درون فید چک‌سام قرار می‌گیرد. نتیجتاً وقتی در گیرنده این محاسبه بر روی کل قطعه (شامل فیلد چک‌سام) انجام می‌شود نتیجه آن باید صفر باشد. در غیر اینصورت داده‌ها قابل اطمینان و سالم نیستند. 
تفاوت IPv4 و IPv6 در محاسبه چک‌سام در میزان داده‌های محاسباتی آن‌ها می‌باشد.

### شبه سرآیند فرضی در IPv4
چک سام در قالب UDP IPv4 با استفاده از یک شبه سرآیند فرضی محاسبه می‌شود و شباهت زیادی به سرآیند واقعی یک IP دارد. این سرآیند فرضی یک سرآیند واقعی IP نمی‌باشد که در ارسال بسته IP دخالت دارد. جدول زیر ساختار کامل شبه سرآیند فرضی که تنها برای محاسبه چک‌سام مورد استفاده قرار می‌گیرد را مشخص می‌نماید.
| bits | ۰ – ۷           | ۰ – ۷           | ۰ – ۷           | ۰ – ۷           | ۰ – ۷           | ۰ – ۷           | ۰ – ۷           | ۰ – ۷           | ۸ – ۱۵          | ۸ – ۱۵          | ۸ – ۱۵          | ۸ – ۱۵          | ۸ – ۱۵          | ۸ – ۱۵          | ۸ – ۱۵          | ۸ – ۱۵          | ۱۶ – ۲۳         | ۱۶ – ۲۳         | ۱۶ – ۲۳         | ۱۶ – ۲۳         | ۱۶ – ۲۳         | ۱۶ – ۲۳         | ۱۶ – ۲۳         | ۱۶ – ۲۳         | ۲۴ – ۳۱         | ۲۴ – ۳۱         | ۲۴ – ۳۱         | ۲۴ – ۳۱         | ۲۴ – ۳۱         | ۲۴ – ۳۱         | ۲۴ – ۳۱         | ۲۴ – ۳۱         |
| ---- | --------------- | --------------- | --------------- | --------------- | --------------- | --------------- | --------------- | --------------- | --------------- | --------------- | --------------- | --------------- | --------------- | --------------- | --------------- | --------------- | --------------- | --------------- | --------------- | --------------- | --------------- | --------------- | --------------- | --------------- | --------------- | --------------- | --------------- | --------------- | --------------- | --------------- | --------------- | --------------- |
| ۰    | آدرس مبدأ       | آدرس مبدأ       | آدرس مبدأ       | آدرس مبدأ       | آدرس مبدأ       | آدرس مبدأ       | آدرس مبدأ       | آدرس مبدأ       | آدرس مبدأ       | آدرس مبدأ       | آدرس مبدأ       | آدرس مبدأ       | آدرس مبدأ       | آدرس مبدأ       | آدرس مبدأ       | آدرس مبدأ       | آدرس مبدأ       | آدرس مبدأ       | آدرس مبدأ       | آدرس مبدأ       | آدرس مبدأ       | آدرس مبدأ       | آدرس مبدأ       | آدرس مبدأ       | آدرس مبدأ       | آدرس مبدأ       | آدرس مبدأ       | آدرس مبدأ       | آدرس مبدأ       | آدرس مبدأ       | آدرس مبدأ       | آدرس مبدأ       |
| ۳۲   | آدرس مقصد       | آدرس مقصد       | آدرس مقصد       | آدرس مقصد       | آدرس مقصد       | آدرس مقصد       | آدرس مقصد       | آدرس مقصد       | آدرس مقصد       | آدرس مقصد       | آدرس مقصد       | آدرس مقصد       | آدرس مقصد       | آدرس مقصد       | آدرس مقصد       | آدرس مقصد       | آدرس مقصد       | آدرس مقصد       | آدرس مقصد       | آدرس مقصد       | آدرس مقصد       | آدرس مقصد       | آدرس مقصد       | آدرس مقصد       | آدرس مقصد       | آدرس مقصد       | آدرس مقصد       | آدرس مقصد       | آدرس مقصد       | آدرس مقصد       | آدرس مقصد       | آدرس مقصد       |
| ۶۴   | تعدادی صفر      | تعدادی صفر      | تعدادی صفر      | تعدادی صفر      | تعدادی صفر      | تعدادی صفر      | تعدادی صفر      | تعدادی صفر      | پروتکل          | پروتکل          | پروتکل          | پروتکل          | پروتکل          | پروتکل          | پروتکل          | پروتکل          | طول UDP         | طول UDP         | طول UDP         | طول UDP         | طول UDP         | طول UDP         | طول UDP         | طول UDP         | طول UDP         | طول UDP         | طول UDP         | طول UDP         | طول UDP         | طول UDP         | طول UDP         | طول UDP         |
| ۹۶   | شماره پورت مبدأ | شماره پورت مبدأ | شماره پورت مبدأ | شماره پورت مبدأ | شماره پورت مبدأ | شماره پورت مبدأ | شماره پورت مبدأ | شماره پورت مبدأ | شماره پورت مبدأ | شماره پورت مبدأ | شماره پورت مبدأ | شماره پورت مبدأ | شماره پورت مبدأ | شماره پورت مبدأ | شماره پورت مبدأ | شماره پورت مبدأ | شماره پورت مقصد | شماره پورت مقصد | شماره پورت مقصد | شماره پورت مقصد | شماره پورت مقصد | شماره پورت مقصد | شماره پورت مقصد | شماره پورت مقصد | شماره پورت مقصد | شماره پورت مقصد | شماره پورت مقصد | شماره پورت مقصد | شماره پورت مقصد | شماره پورت مقصد | شماره پورت مقصد | شماره پورت مقصد |
| ۱۲۸  | طول             | طول             | طول             | طول             | طول             | طول             | طول             | طول             | طول             | طول             | طول             | طول             | طول             | طول             | طول             | طول             | چک‌سام           | چک‌سام           | چک‌سام           | چک‌سام           | چک‌سام           | چک‌سام           | چک‌سام           | چک‌سام           | چک‌سام           | چک‌سام           | چک‌سام           | چک‌سام           | چک‌سام           | چک‌سام           | چک‌سام           | چک‌سام           |
| ۱۶۰  | داده            | داده            | داده            | داده            | داده            | داده            | داده            | داده            | داده            | داده            | داده            | داده            | داده            | داده            | داده            | داده            | داده            | داده            | داده            | داده            | داده            | داده            | داده            | داده            | داده            | داده            | داده            | داده            | داده            | داده            | داده            | داده            |

محاسبه چک‌سام در IPv4 اختیاری است. اگر این کار انجام نشود، مقدار آن فیلد با صفر پر می‌شود.

### شبه سرآیند فرضی در IPv6
زمانیکه پروتکل UDP در سیستم IPv6 مورد استفاده قرار می‌گیرد، محاسبه آن اجباری است. روشی که برای محاسبه چک‌سام در IPv6 انجام می‌شود در RFC 2460 تعریف شده‌است.
همانند IPv4 شبه سرآیند فرضی در محاسبه چک سام استفاده می‌شود.
| bits | ۰ – ۷           | ۰ – ۷           | ۰ – ۷           | ۰ – ۷           | ۰ – ۷           | ۰ – ۷           | ۰ – ۷           | ۰ – ۷           | ۸ – ۱۵          | ۸ – ۱۵          | ۸ – ۱۵          | ۸ – ۱۵          | ۸ – ۱۵          | ۸ – ۱۵          | ۸ – ۱۵          | ۸ – ۱۵          | ۱۶ – ۲۳         | ۱۶ – ۲۳         | ۱۶ – ۲۳         | ۱۶ – ۲۳         | ۱۶ – ۲۳         | ۱۶ – ۲۳         | ۱۶ – ۲۳         | ۱۶ – ۲۳         | ۲۴ – ۳۱         | ۲۴ – ۳۱         | ۲۴ – ۳۱         | ۲۴ – ۳۱         | ۲۴ – ۳۱         | ۲۴ – ۳۱         | ۲۴ – ۳۱         | ۲۴ – ۳۱         |
| ---- | --------------- | --------------- | --------------- | --------------- | --------------- | --------------- | --------------- | --------------- | --------------- | --------------- | --------------- | --------------- | --------------- | --------------- | --------------- | --------------- | --------------- | --------------- | --------------- | --------------- | --------------- | --------------- | --------------- | --------------- | --------------- | --------------- | --------------- | --------------- | --------------- | --------------- | --------------- | --------------- |
| ۰    | آدرس مبدأ       | آدرس مبدأ       | آدرس مبدأ       | آدرس مبدأ       | آدرس مبدأ       | آدرس مبدأ       | آدرس مبدأ       | آدرس مبدأ       | آدرس مبدأ       | آدرس مبدأ       | آدرس مبدأ       | آدرس مبدأ       | آدرس مبدأ       | آدرس مبدأ       | آدرس مبدأ       | آدرس مبدأ       | آدرس مبدأ       | آدرس مبدأ       | آدرس مبدأ       | آدرس مبدأ       | آدرس مبدأ       | آدرس مبدأ       | آدرس مبدأ       | آدرس مبدأ       | آدرس مبدأ       | آدرس مبدأ       | آدرس مبدأ       | آدرس مبدأ       | آدرس مبدأ       | آدرس مبدأ       | آدرس مبدأ       | آدرس مبدأ       |
| ۳۲   | آدرس مبدأ       | آدرس مبدأ       | آدرس مبدأ       | آدرس مبدأ       | آدرس مبدأ       | آدرس مبدأ       | آدرس مبدأ       | آدرس مبدأ       | آدرس مبدأ       | آدرس مبدأ       | آدرس مبدأ       | آدرس مبدأ       | آدرس مبدأ       | آدرس مبدأ       | آدرس مبدأ       | آدرس مبدأ       | آدرس مبدأ       | آدرس مبدأ       | آدرس مبدأ       | آدرس مبدأ       | آدرس مبدأ       | آدرس مبدأ       | آدرس مبدأ       | آدرس مبدأ       | آدرس مبدأ       | آدرس مبدأ       | آدرس مبدأ       | آدرس مبدأ       | آدرس مبدأ       | آدرس مبدأ       | آدرس مبدأ       | آدرس مبدأ       |
| ۶۴   | آدرس مبدأ       | آدرس مبدأ       | آدرس مبدأ       | آدرس مبدأ       | آدرس مبدأ       | آدرس مبدأ       | آدرس مبدأ       | آدرس مبدأ       | آدرس مبدأ       | آدرس مبدأ       | آدرس مبدأ       | آدرس مبدأ       | آدرس مبدأ       | آدرس مبدأ       | آدرس مبدأ       | آدرس مبدأ       | آدرس مبدأ       | آدرس مبدأ       | آدرس مبدأ       | آدرس مبدأ       | آدرس مبدأ       | آدرس مبدأ       | آدرس مبدأ       | آدرس مبدأ       | آدرس مبدأ       | آدرس مبدأ       | آدرس مبدأ       | آدرس مبدأ       | آدرس مبدأ       | آدرس مبدأ       | آدرس مبدأ       | آدرس مبدأ       |
| ۹۶   | آدرس مبدأ       | آدرس مبدأ       | آدرس مبدأ       | آدرس مبدأ       | آدرس مبدأ       | آدرس مبدأ       | آدرس مبدأ       | آدرس مبدأ       | آدرس مبدأ       | آدرس مبدأ       | آدرس مبدأ       | آدرس مبدأ       | آدرس مبدأ       | آدرس مبدأ       | آدرس مبدأ       | آدرس مبدأ       | آدرس مبدأ       | آدرس مبدأ       | آدرس مبدأ       | آدرس مبدأ       | آدرس مبدأ       | آدرس مبدأ       | آدرس مبدأ       | آدرس مبدأ       | آدرس مبدأ       | آدرس مبدأ       | آدرس مبدأ       | آدرس مبدأ       | آدرس مبدأ       | آدرس مبدأ       | آدرس مبدأ       | آدرس مبدأ       |
| ۱۲۸  | آدرس مقصد       | آدرس مقصد       | آدرس مقصد       | آدرس مقصد       | آدرس مقصد       | آدرس مقصد       | آدرس مقصد       | آدرس مقصد       | آدرس مقصد       | آدرس مقصد       | آدرس مقصد       | آدرس مقصد       | آدرس مقصد       | آدرس مقصد       | آدرس مقصد       | آدرس مقصد       | آدرس مقصد       | آدرس مقصد       | آدرس مقصد       | آدرس مقصد       | آدرس مقصد       | آدرس مقصد       | آدرس مقصد       | آدرس مقصد       | آدرس مقصد       | آدرس مقصد       | آدرس مقصد       | آدرس مقصد       | آدرس مقصد       | آدرس مقصد       | آدرس مقصد       | آدرس مقصد       |
| ۱۶۰  | آدرس مقصد       | آدرس مقصد       | آدرس مقصد       | آدرس مقصد       | آدرس مقصد       | آدرس مقصد       | آدرس مقصد       | آدرس مقصد       | آدرس مقصد       | آدرس مقصد       | آدرس مقصد       | آدرس مقصد       | آدرس مقصد       | آدرس مقصد       | آدرس مقصد       | آدرس مقصد       | آدرس مقصد       | آدرس مقصد       | آدرس مقصد       | آدرس مقصد       | آدرس مقصد       | آدرس مقصد       | آدرس مقصد       | آدرس مقصد       | آدرس مقصد       | آدرس مقصد       | آدرس مقصد       | آدرس مقصد       | آدرس مقصد       | آدرس مقصد       | آدرس مقصد       | آدرس مقصد       |
| ۱۹۲  | آدرس مقصد       | آدرس مقصد       | آدرس مقصد       | آدرس مقصد       | آدرس مقصد       | آدرس مقصد       | آدرس مقصد       | آدرس مقصد       | آدرس مقصد       | آدرس مقصد       | آدرس مقصد       | آدرس مقصد       | آدرس مقصد       | آدرس مقصد       | آدرس مقصد       | آدرس مقصد       | آدرس مقصد       | آدرس مقصد       | آدرس مقصد       | آدرس مقصد       | آدرس مقصد       | آدرس مقصد       | آدرس مقصد       | آدرس مقصد       | آدرس مقصد       | آدرس مقصد       | آدرس مقصد       | آدرس مقصد       | آدرس مقصد       | آدرس مقصد       | آدرس مقصد       | آدرس مقصد       |
| ۲۲۴  | آدرس مقصد       | آدرس مقصد       | آدرس مقصد       | آدرس مقصد       | آدرس مقصد       | آدرس مقصد       | آدرس مقصد       | آدرس مقصد       | آدرس مقصد       | آدرس مقصد       | آدرس مقصد       | آدرس مقصد       | آدرس مقصد       | آدرس مقصد       | آدرس مقصد       | آدرس مقصد       | آدرس مقصد       | آدرس مقصد       | آدرس مقصد       | آدرس مقصد       | آدرس مقصد       | آدرس مقصد       | آدرس مقصد       | آدرس مقصد       | آدرس مقصد       | آدرس مقصد       | آدرس مقصد       | آدرس مقصد       | آدرس مقصد       | آدرس مقصد       | آدرس مقصد       | آدرس مقصد       |
| ۲۵۶  | طول UDP         | طول UDP         | طول UDP         | طول UDP         | طول UDP         | طول UDP         | طول UDP         | طول UDP         | طول UDP         | طول UDP         | طول UDP         | طول UDP         | طول UDP         | طول UDP         | طول UDP         | طول UDP         | طول UDP         | طول UDP         | طول UDP         | طول UDP         | طول UDP         | طول UDP         | طول UDP         | طول UDP         | طول UDP         | طول UDP         | طول UDP         | طول UDP         | طول UDP         | طول UDP         | طول UDP         | طول UDP         |
| ۲۸۸  | تعدادی صفر      | تعدادی صفر      | تعدادی صفر      | تعدادی صفر      | تعدادی صفر      | تعدادی صفر      | تعدادی صفر      | تعدادی صفر      | تعدادی صفر      | تعدادی صفر      | تعدادی صفر      | تعدادی صفر      | تعدادی صفر      | تعدادی صفر      | تعدادی صفر      | تعدادی صفر      | تعدادی صفر      | تعدادی صفر      | تعدادی صفر      | تعدادی صفر      | تعدادی صفر      | تعدادی صفر      | تعدادی صفر      | تعدادی صفر      | سرآیند بعدی     | سرآیند بعدی     | سرآیند بعدی     | سرآیند بعدی     | سرآیند بعدی     | سرآیند بعدی     | سرآیند بعدی     | سرآیند بعدی     |
| ۳۲۰  | شماره پورت مبدأ | شماره پورت مبدأ | شماره پورت مبدأ | شماره پورت مبدأ | شماره پورت مبدأ | شماره پورت مبدأ | شماره پورت مبدأ | شماره پورت مبدأ | شماره پورت مبدأ | شماره پورت مبدأ | شماره پورت مبدأ | شماره پورت مبدأ | شماره پورت مبدأ | شماره پورت مبدأ | شماره پورت مبدأ | شماره پورت مبدأ | شماره پورت مقصد | شماره پورت مقصد | شماره پورت مقصد | شماره پورت مقصد | شماره پورت مقصد | شماره پورت مقصد | شماره پورت مقصد | شماره پورت مقصد | شماره پورت مقصد | شماره پورت مقصد | شماره پورت مقصد | شماره پورت مقصد | شماره پورت مقصد | شماره پورت مقصد | شماره پورت مقصد | شماره پورت مقصد |
| ۳۵۲  | طول             | طول             | طول             | طول             | طول             | طول             | طول             | طول             | طول             | طول             | طول             | طول             | طول             | طول             | طول             | طول             | چک‌سام           | چک‌سام           | چک‌سام           | چک‌سام           | چک‌سام           | چک‌سام           | چک‌سام           | چک‌سام           | چک‌سام           | چک‌سام           | چک‌سام           | چک‌سام           | چک‌سام           | چک‌سام           | چک‌سام           | چک‌سام           |
| ۳۸۴  | داده            | داده            | داده            | داده            | داده            | داده            | داده            | داده            | داده            | داده            | داده            | داده            | داده            | داده            | داده            | داده            | داده            | داده            | داده            | داده            | داده            | داده            | داده            | داده            | داده            | داده            | داده            | داده            | داده            | داده            | داده            | داده            |

## قابلیت اطمینان و راه‌حل‌هایی برای کنترل ازدحام
فقدان قابلیت اطمینان بدین معناست که برنامه‌هایی که از UDP استفاده می‌کنند کلاً می‌توانند مقداری خطا یا افزونگی را بپذیرند. برخی پروتکلها نظیر TFTP می‌توانند مکانیزم‌های ابتدایی برای برقراری قابلیت اطمینان را در لایه کاربرد به کار گیرند. در اغلب اوقات برنامه‌هایی که از UDP استفاده می‌کنند از مکانیزم‌های برقراری قابلیت اطمینان استفاده نمی‌کنند و حتی مانع از اجرای آن‌ها می‌شوند. رسانه‌های جاری، بازی‌های چندبازیکنه بی‌درنگ و VoIP مثالهایی از برنامه‌هایی هستند که از UDP بهره می‌برند. در این برنامه‌های خاص از دست دادن بسته‌ها معمولاً مشکل حادی نیست. اگر برنامه‌ای احتیاج به برقراری قابلیت اطمینان بالا داشته باشد، باید از پروتکلی نظیر TCP استفاده کند.
در مورد UDP بر خلاف TCP مورد مهم و قابل توجهی وجود دارد که برنامه‌های مبتنی بر این پروتکل قابلیت جلوگیری از ازدحام و مکانیزم کنترلی خوبی نیستند. برنامه‌های UDP ای که به مسئله ازدحام توجهی نمی‌کنند و میزان قابل توجهی از پهنای باند را نیز اشغال می‌کنند، می‌توانند ثبات اینترنت را به مخاطره بیندازند. مکانیزم‌های مبتنی بر شبکه‌ای وجود دارد که برای به حداقل رساندن تأثیرات مخرب، ترافیک‌های کنترل نشده UDP ارائه شده‌اند. اجزاء مبتنی بر شبکه نظیر روترها که از تکنیک‌های صف بندی و حذف بسته‌ها استفاده می‌کنند، تنها ابزار موجود برای کاهش دادن ترافیک حجیم برنامه‌های مبتنی بر UDP می‌باشند. پروتکل کنترل ازدحام بسته داده (به انگلیسی: DCCP یا Datagram Congestion Control Protocol) راه حلی نسبی برای حل این مشکل بالقوه‌است. این پروتکل با افزودن رفتار کنترلی مشابه TCP در سیستم میزبان، جریان‌های شدید UDP را کنترل می‌کند.

## کاربردها
برنامه‌های اینترنتی متعددی از UDP بهره می‌برند:
- سامانه نام دامنه (DNS): در این سیستم پرس و جوهای صورت گرفته بایستی سریع و تنها شامل یک درخواست باشند، و پاسخ آن‌ها نیز تنها یک بسته ساده‌است.
- پروتکل ساده مدیریت شبکه (SNMP): از این پروتکل برای مدیریت تجهیزات شبکه استفاده می‌شود.
- پروتکل اطلاعات مسیریابی (RIP)
- پروتکل پیکربندی پویای میزبان (DHCP)

انتقال صدا و تصویر معمولاً از طریق UDP صورت می‌گیرد. پروتکل‌های پخش زنده صدا و تصویر برای مدیریت از دست رفتن بسته‌ها طراحی شده‌اند تا تنها افت کیفیت ناچیزی رخ دهد، تا اینکه زمان زیادی برای ارسال دوباره بسته‌های از دست رفته صرف شود. به این دلیل که TCP و UDP هر دو در یک شبکه کار می‌کنند، بسیاری از کسب و کارها به این نتیجه رسیده‌اند که افزایش اخیر در ترافیک UDP از این برنامه‌های بی‌درنگ بر کارایی برنامه‌هایی نظیر پایانه‌های فروش (POS)، سیستم‌های حسابداری و پایگاه داده که از TCP استفاده می‌کنند، آسیب می‌رسانند. زمانی‌که TCP متوجه از دست رفتن بسته‌ای می‌شود، نرخ انتقال داده‌هایش را کاهش می‌دهد. از آنجاییکه، برنامه‌های تجاری و بی‌درنگ برای کسب و کارها مهم می‌باشند، بر اهمیت توسعه راه حل‌های کیفیت خدمات (QoS) روز به روز افزوده می‌شود.

## مقایسه UDP و TCP
پروتکل کنترل انتقال یک پروتکل اتصال گرا (Connection-Oriented) می‌باشد، بدین معنا که برای برقراری ارتباط بین دو میزبان احتیاج به تکنیک «دست دهی» یا Handshaking دارد. به محض اینکه ارتباط برقرار شد داده‌های کاربر می‌تواند به صورت دوطرفه ارسال و دریافت شود. از جمله خصوصیات این پروتکل می‌توان به موارد زیر اشاره کرد:
- قابل اطمینان - TCP تصدیق پیغام، ارسال دوباره و زمان انقضاء را مدیریت می‌کند. اگر پیغامی به مقصد نرسید این امکان را دارد که برای چندین بار این کار را انجام دهد. اگر بسته‌ای در وسط راه از دست رفت، سرور می‌تواند درخواست ارسال دوباره بسته مفقوده را اعلام کند. در TCP، از دست رفتن داده معنایی ندارد و در مواردی که زمان انقضاء (Timeout) افزایش یابد، ارتباط قطع خواهد شد.
- دارای ترتیب - اگر دو پیغام بر روی یک خط ارتباطی به ترتیب فرستاده شوند، پیغام اول، اول خواهد رسید. زمانی‌که قطعات داده‌ای در ترتیب اشتباه دریافت شوند، TCP تمام بسته‌های خارج از ترتیب را بافر می‌کند تا اینکه تمام بسته‌ها به‌طور کامل دریافت شوند، سپس تمام آن‌ها را مرتب کرده و تحویل برنامه کاربردی می‌دهد.
- سنگین - TCP برای برقراری ارتباط سوکت و پیش از شروع ارسال اطلاعات کاربر، احتیاج به سه بسته دارد. TCP با استفاده از کنترل ازدحام قابلیت اطمینان را فراهم می‌آورد.
- جریانی - داده‌ها به صورت جریانی از بایت‌ها خوانده می‌شوند.

UDP یک پروتکل بی اتصال (Connectionless) مبتنی بر پیغام ساده‌است. پروتکل‌های بی اتصال نیازی به برقراری ارتباط اختصاصی ندارند. ارتباط به صورت یکطرفه و در یک مسیر ار مبدأ به مقصد و بدون در نظر گرفتن حالت یا وضعیت گیرنده برقرار می‌شود. از جمله خصوصیات این پروتکل می‌توان به موارد زیر اشاره کرد:
- غیر مطمئن - زمانی‌که پیغامی ارسال می‌شود، نمی‌توان فهمید که آیا این پیغام به مقصد رسیده‌است یا خیر؛ ممکن است پیغام مورد نظر در میانه راه از دست رفته باشد. در این نوع پروتکل مفهومی به نام «تصدیق» یا Acknowledgement، ارسال دوباره یا زمان انقضاء وجود ندارد.
- بدون ترتیب - اگر دو پیغام به یک گیرنده فرستاده شود، ترتیب دریافت پیغام‌ها به هیچوجه مشخص نخواهد بود.
- سبک - در این پروتکل هیچگونه ترتیب پیغام، ردگیری ارتباط و غیره وجود ندارد؛ بنابراین بار پردازشی خاصی نیز بر شبکه تحمیل نمی‌کند.
- بسته داده - بسته‌ها به صورت تکی ارسال شده و تنها زمانی‌که به مقصد برسند از نظر یکپارچگی مورد بررسی قرار می‌گیرند. بسته‌ها دارای حد صریح و روشنی هستند که برای گیرنده کاملاً مشخص است.
- عدم وجود کنترل ازدحام - UDP به خودی خود از ازدحام جلوگیری نمی‌کند و این احتمال وجود دارد برنامه‌هایی که پهنای باند زیادی مصرف می‌کنند باعث بروز ازدحام شوند، مگر اینکه در لایه کاربردی تمهیداتی برای کنترل ازدحام در نظر گرفته شده باشد.